# 鉢村健
鉢村 健（はちむら たけし、1959年 - ）は、日本の銀行家。日本銀行元神戸支店長。

## 人物
東京都出身。
立教大学卒業後、日銀入行。福島、神戸各支店長等を歴任する。東日本大震災の時はベトナム中央銀行に対する技術顧問をしていたが、その後、政府の要請で内閣官房に出向し、復興庁設立後は政策参与統括官付審議官として福島県内の自治体との連絡調整に当たった。
2014年10月9日告示の福島県知事選に、自民党福島県連の出馬要請と推薦を受け、無所属で立候補することを表明していた。しかしその後、民主党が内堀雅雄副知事(当時）を知事選に擁立した後、自民党本部は滋賀県知事選に続く連敗のリスクを避ける為に与野党相乗りを自民党福島県連に指示。「私がこれ以上戦いを継続すれば、福島県民の分断が深まる」として、9月11日に立候補を断念した。

## 来歴
- 1959年 - 出生。
- 1978年 - 立教高校（現・立教新座高等学校）卒業。
- 1982年 - 立教大学経済学部卒業後、 日本銀行入行。　　　
  - 以降、福島支店、調査統計局、国際局、外務省、JICA、内閣官房、復興庁等に在籍。
- 2001年 - 同 発券局 総務課長。
- 2005年 - 同 福島支店長[1]。福島県立医科大学経営審議会委員。
- 2008年 - 同 国際局 参事役、ベトナム中央銀行上級顧問[2]。
- 2011年 - 内閣官房審議官(日銀から出向） 東京電力経営財務調査委員会事務局次長、東日本大震災復興対策本部福島現地対策本部。
- 2012年2月 - 復興庁政策参与、統括官付審議官（日銀から出向）。
- 2012年10月 - 日本銀行 神戸支店長[2]。

## 著書
- 『がんばっぺ!福島県―日銀支店長の経済教室』 福島民友新聞社、2008年。ISBN 4939142027